# Swile
Swile, anteriormente Lunchr, é uma empresa startup francesa presente no mercado de benefícios corporativos. Com sede em Montpellier, na França, a empresa foi fundada por Loïc Soubeyrand em 2016, e entrou no mercado brasileiro em 2021, com a aquisição da Vee Benefícios.
Em 2021, a Swile recebeu um aporte de US$ 200 milhões, liderado pela SoftBank. Com o investimento, a startup atingiu avaliação de preço de mercado de 1 bilhão de dólares, conquistando o status de  unicórnio.